# 2728 Yatskiv
2728 Yatskiv eller 1979 ST9 är en asteroid i huvudbältet som upptäcktes den 22 september 1979 av den rysk-sovjetiske astronomen Nikolaj Tjernych vid Krims astrofysiska observatorium på Krim. Den har fått sitt namn efter Yaroslav Yatskiv.
Asteroiden har en diameter på ungefär 14 kilometer.